# Macuá
 (juillet 2021).
Le Macuá est un cocktail à base de rhum blanc et de jus de fruits, généralement du citron et du jus de goyave. Le Macuá est considéré comme la boisson nationale du Nicaragua. La boisson doit son nom au pajaro macuá, un oiseau tropical originaire du pays.

## Histoire
Le Macuá a été inventé par le Dr. Edmundo Miranda Saenz, un pédiatre de Granada, une petite ville historique sur les rives du lac Nicaragua. Miranda a demandé l'aide de sa famille proche, dont sa femme, sa fille et son gendre, pour perfectionner la recette.
Le tour-opérateur nicaraguayen Solentiname Tours et l'Association des restaurants du Nicaragua ont reconnu la nécessité de créer une boisson nationale. Tous deux ont invité les propriétaires d'hôtels et de restaurants de tout le Nicaragua à se réunir et ont demandé l'aide de CEM-JWT Communications, une agence de publicité nicaraguayenne, pour transformer l'idée en réalité.
La boisson est devenue célèbre en octobre 2006, lorsqu'elle a participé à un concours visant à choisir une boisson nationale du Nicaragua. Le concours, parrainé par Flor de Caña, un fabricant nicaraguayen de rhum, comprenait plus de vingt boissons différentes basées sur les produits de l'entreprise. Les juges, dont l'ambassadeur de France et un connaisseur en cocktails d'une agence de développement suédoise, ont choisi le Macuá parmi d'autres combinaisons d'ingrédients locaux comme l'ananas, le tamarin et même les grains de café. Les participants les plus aventureux ont utilisé certaines des plantes les plus obscures du Nicaragua, comme le quenettier, dont l'extrait est utilisé comme remède local pour les maux d'estomac.

## Critique
Cette boisson a été créée dans le cadre d'un concours visant à créer un symbole qui inspire l'identité nationale, comme le lac Colcibolca et les sites archéologiques d'Isla Zapatera, Ometepe et des Îles Solentiname. Le concours, appelé « El Trago Nacional », en français la boisson nationale, était parrainé par Flor de Caña, Hotel Intercontinental, Solentiname Tours, Morgan's Rock, Canatur, INTUR et Radio Tigre. La présence de l'INTUR (Institut national du tourisme) a validé le concours comme une sélection « officielle », même si elle était organisée par des investisseurs privés et non par le gouvernement.
Le concours était divisé en deux parties : la sélection de la recette, et la sélection du nom. Cependant, El Nuevo Diario a critiqué le thème du concours pour n'avoir sélectionné que quelques régions du pays pour définir l'identité nationale (le lac Cocibolca et Grenade), et le fait que la recette gagnante sélectionnée pour le concours devait contenir un minimum de 50% de rhum Flor de Caña, la société de liqueurs sponsorisant le concours.